# 伊藤友広
伊藤 友広 (いとう ともひろ、1982年8月16日 - )は、日本の短距離走の選手で、400メートル競走に特化している。
秋田県大仙市出身。大曲高校ではインターハイ400m3位。
2004年アテネオリンピックの陸上競技の1600メートルリレー走では、チームメイトの山口有希、小坂田淳、佐藤光浩と共に4位になった。
個人的なベストタイムは45.63秒で、2003年10月に袋井市で達成された。

## 参考資料
- 伊藤友広 - ワールドアスレティックスのプロフィール（英語）